# ジョン・アトキンソン・グリムショー
ジョン・アトキンソン・グリムショー（John Atkinson Grimshaw、1836年9月6日 - 1893年10月13日）はイギリスの画家である。都市の風景や象徴主義の題材の作品を描いた。

## 略歴
ウェスト・ヨークシャーのリーズで生まれた。父親は警察の役人であった。初め鉄道会社で働いたが、独学で絵を学び、25歳になった時家族の反対を押し切り、会社を辞めて画家になった。風景画や静物画が好評で、すぐに画家として十分な収入が得られるようになった。
はじめリーズの展覧会に出展していたが、1860年代半ばからロンドンにも招待を受けるようになり、ロイヤル・アカデミー・オブ・アーツの展覧会などに出展した。1870年になるとロンドンを活動場所とし、街や港の風景、夜景を描いて人気画家になった。
肖像画や室内画、古代ギリシャやローマを題材にした絵画、ロングフェローやテニスンの文学作品を題材にした作品も描き、当時イギリスで人気のあった「ラファエル前派」の影響の見られる作品を描いた時代もあったが、独自のスタイルに戻った。1870年代にリーズに大きな邸を買い、ロンドンに別宅を買うほど商業的に成功を収めた。
リーズで1893年に死去した。
子供のArthur E. Grimshaw (1864–1913)、Louis H. Grimshaw (1870–1944)、Wilfred Grimshaw (1871–1937)、Elaine Grimshaw (1877–1970)は画家になった。

## 作品

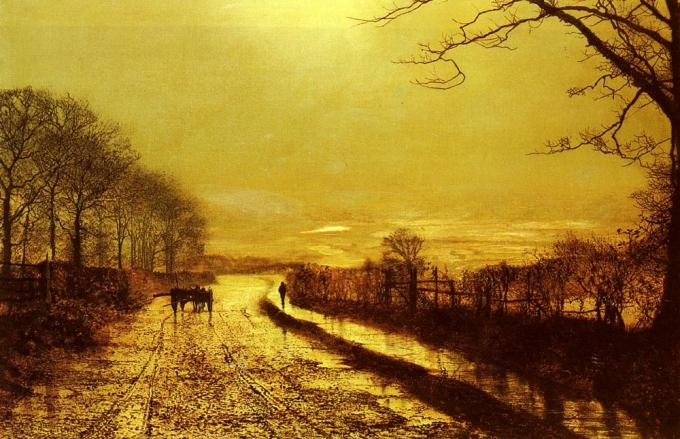
Wharfedale (1872)
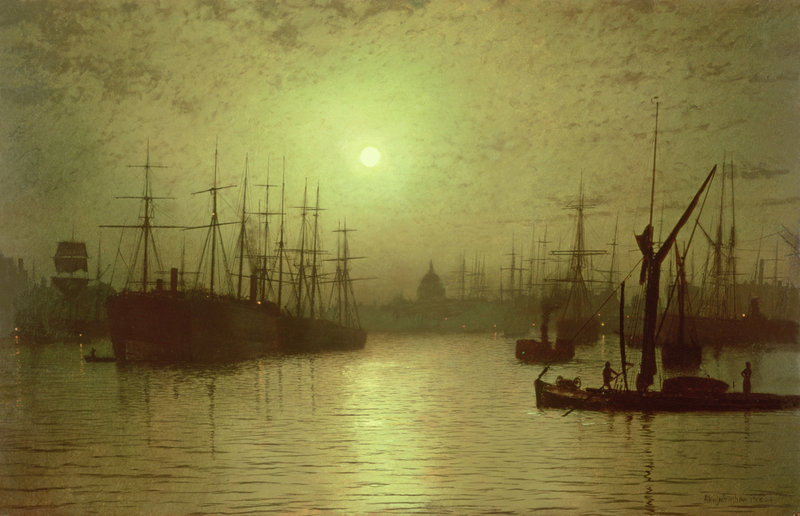
Nightfall down the Thames (1880)
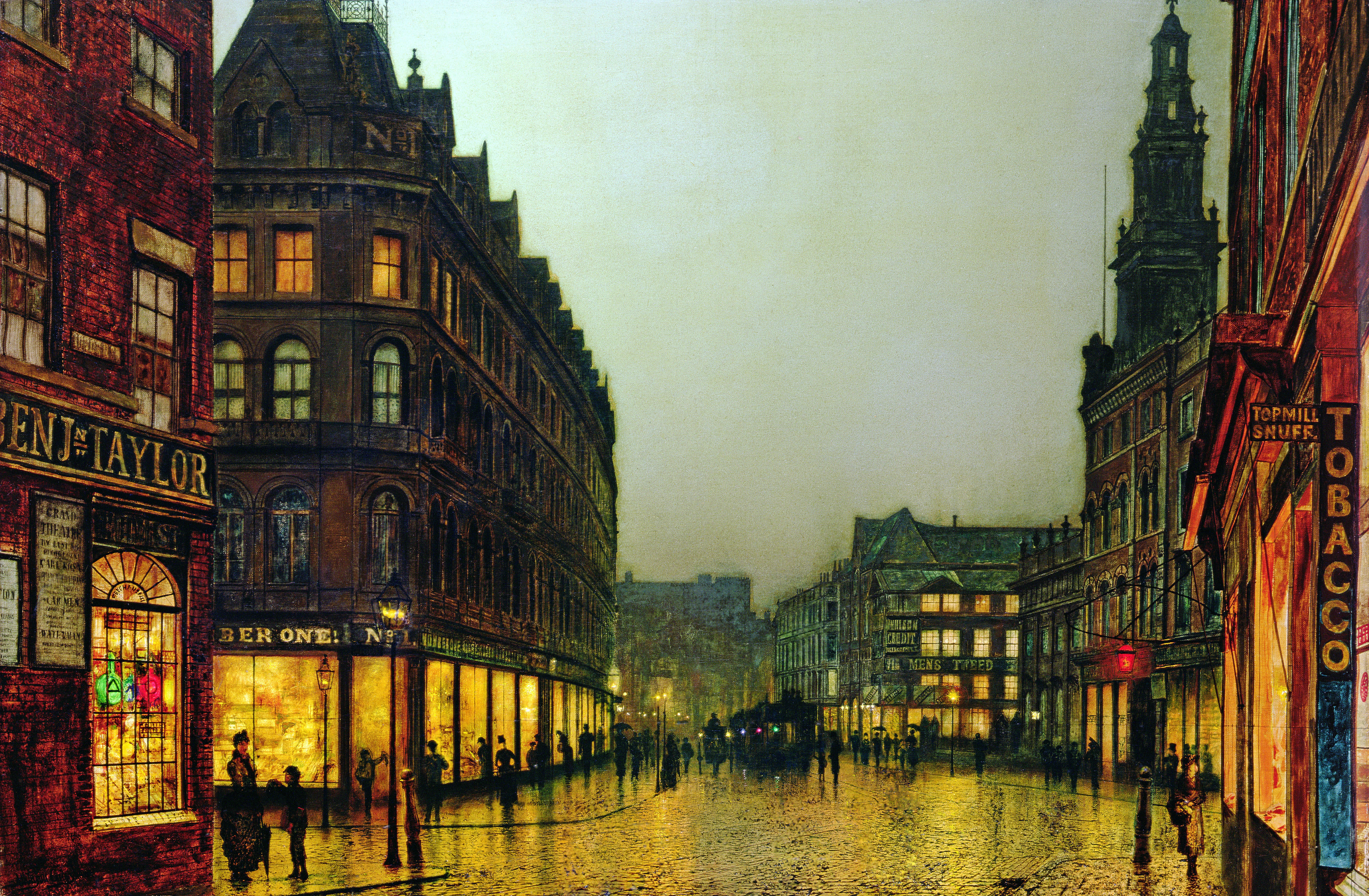
Boar Lane, Leeds (1881)
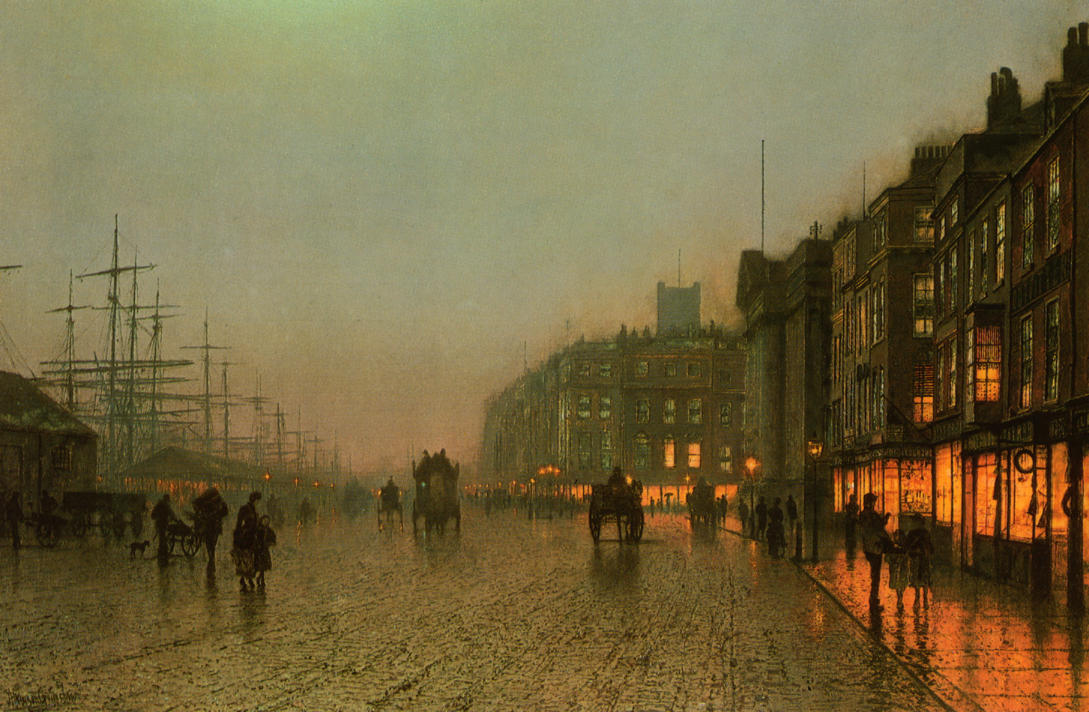
Liverpool from Wapping (1875)
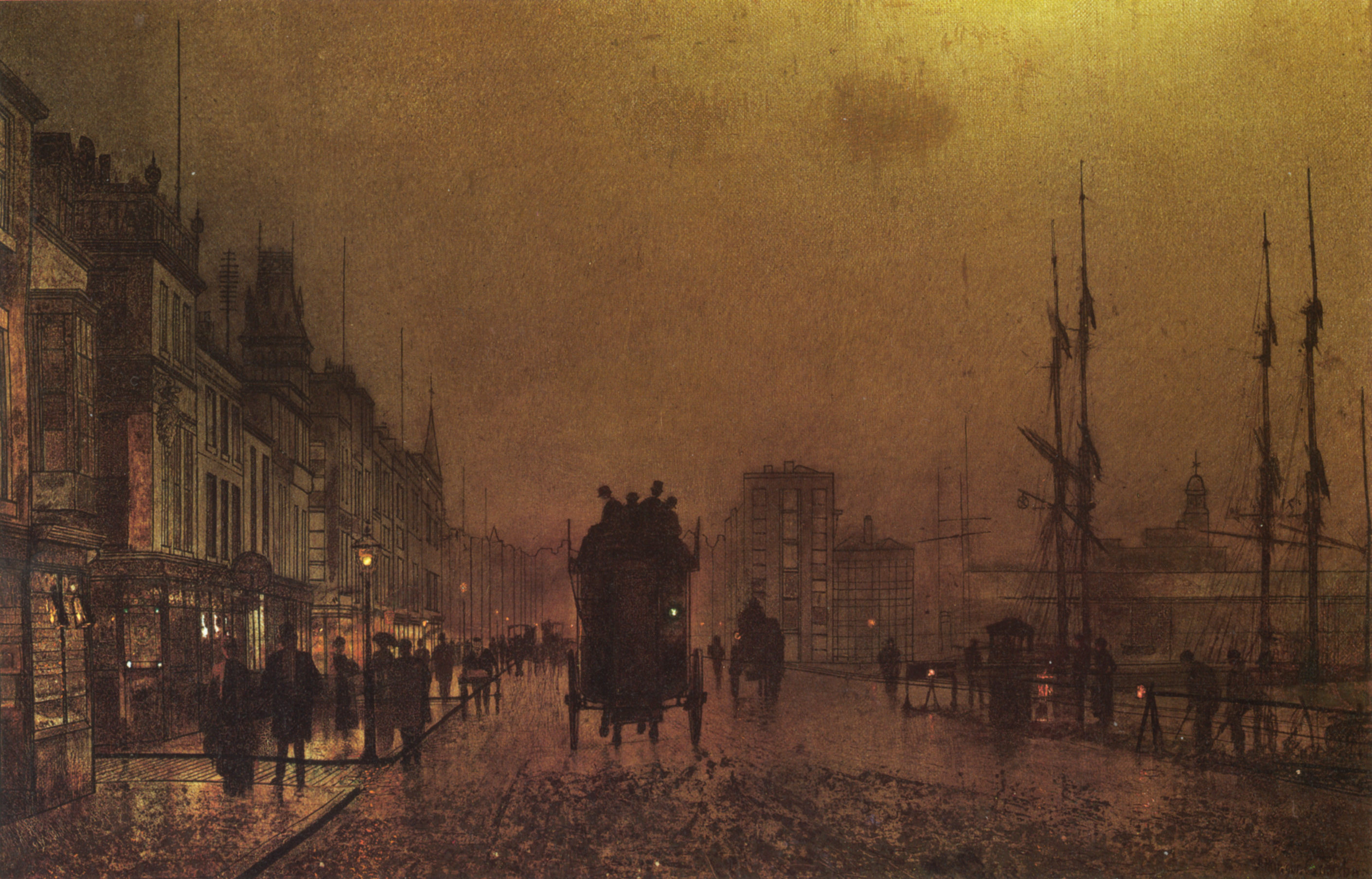
Glasgow Docks
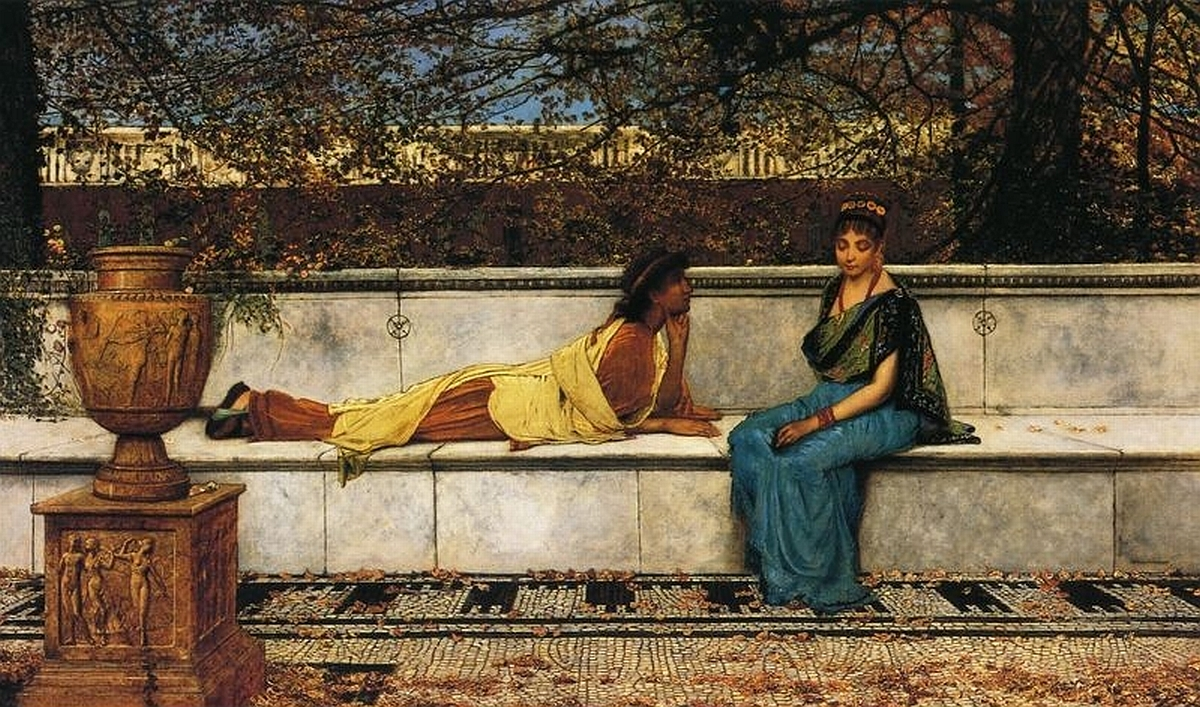
2000 years ago, 1878
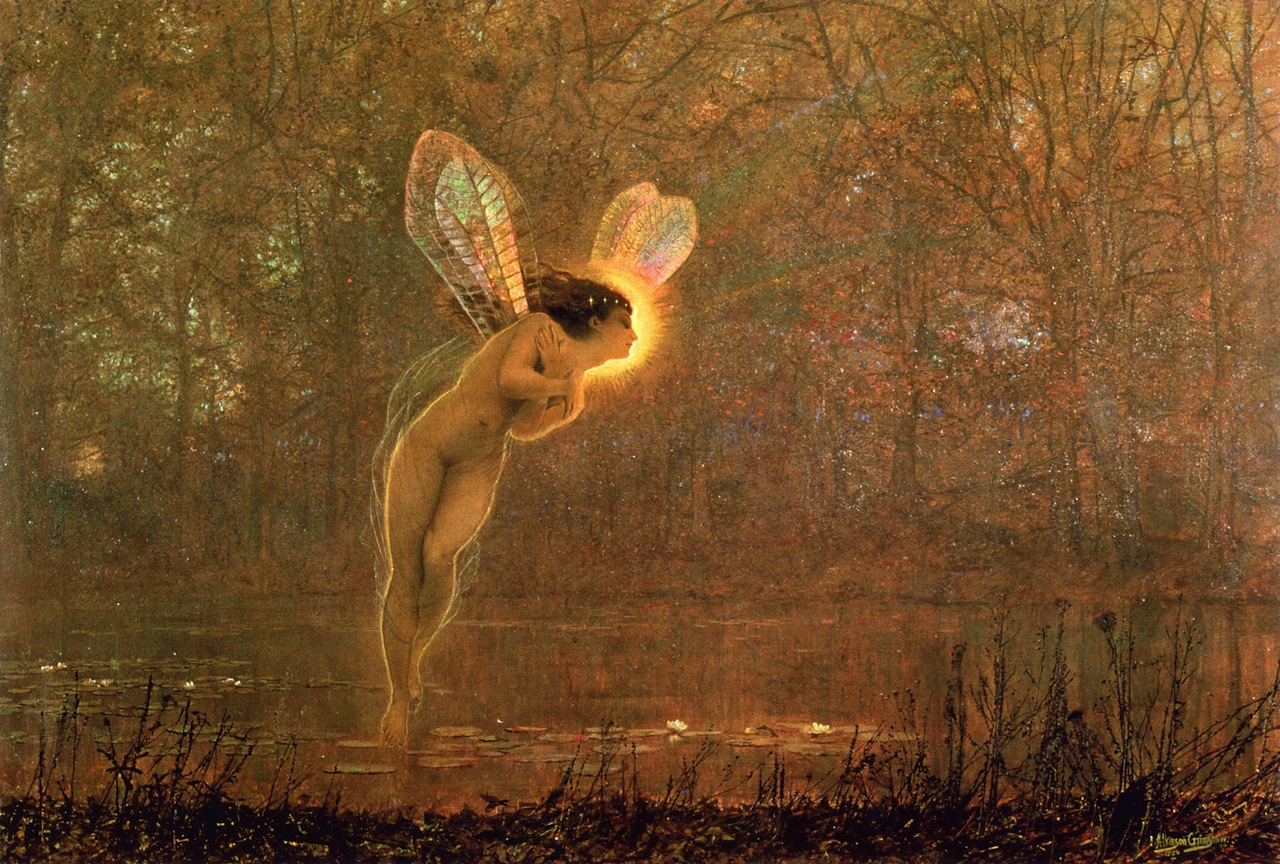
Iris (1886)
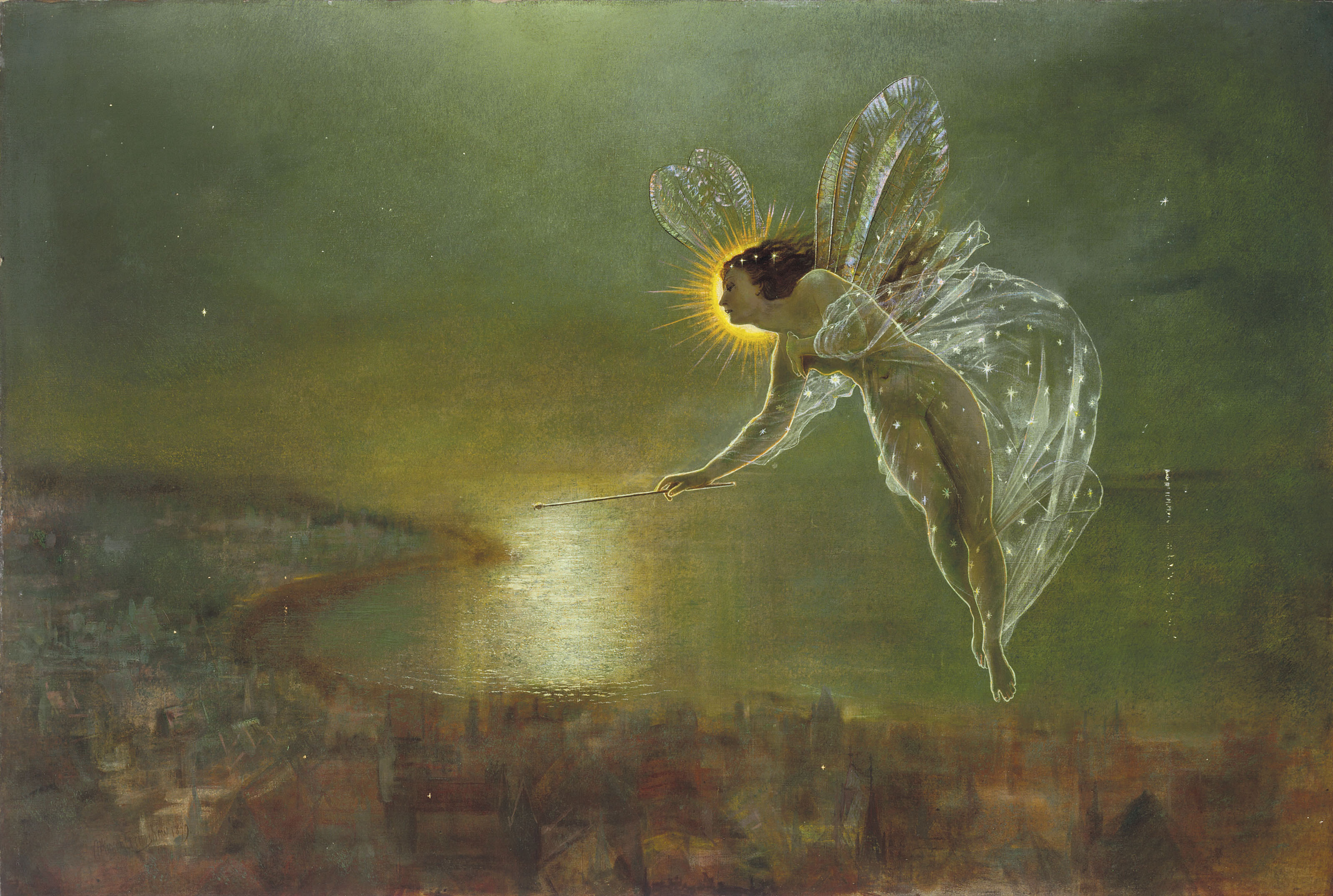
Spirit of the Night (1879)